# مارک فیش
مارک فیش (انگلیسی: Mark Fish؛ زادهٔ ۱۴ مارس ۱۹۷۴) بازیکن فوتبال اهل آفریقای جنوبی بود.
از باشگاه‌هایی که در آن بازی کرده‌است می‌توان به باشگاه ورزشی لاتزیو، باشگاه فوتبال ایپسویچ تاون، باشگاه فوتبال چارلتون اتلتیک، و باشگاه فوتبال بولتون واندررز اشاره کرد.
وی همچنین در تیم ملی فوتبال آفریقای جنوبی بازی کرده‌است.